# Pedro Pereira
Pour les articles homonymes, voir Almeida (homonymie), Pereira et Lopes.
Pedro Miguel Almeida Lopes Pereira ou plus simplement Pedro Pereira, né le 22 janvier 1998 à Vendas Novas au Portugal, est un footballeur portugais qui évolue au poste d'arrière droit à Gençlerbirliği SK.

## Biographie

### En club

#### Sampdoria
Formé au Benfica Lisbonne, Pedro Pereira rejoint l'Italie et la Sampdoria Gênes en 2015. Le 14 septembre 2015, il fait ses débuts contre le Bologne FC, en Serie A. Ce jour-là, il entre en jeu à la place de Mattia Cassani, blessé, et la Sampdoria remporte la partie sur le score de 2-0.

#### Retour à Benfica
Le 30 janvier 2017, Pedro Pereira retourne dans son club formateur, le Benfica Lisbonne et signe un contrat courant jusqu'en 2022. Il ne joue cependant pas beaucoup, avec un seul match de Liga NOS, qui lui permet toutefois de remporter son premier titre en étant sacré champion du Portugal.

#### Genoa
Le 24 janvier 2018, il est prêté pour un an et demi au Genoa CFC. Le 5 février 2018, il joue son premier match sous ses nouvelles couleurs, lors d'une victoire en championnat du Genoa face à la Lazio de Rome (1-2). Il réalise une saison pleine avec le club génois, comptant au total 33 apparitions.

#### Bristol City
Le 7 août 2019, il est prêté à Bristol City. Il joue son premier match pour Bristol City dès le 10 août suivant, lors de la deuxième journée de la saison 2019-2020 de Championship face à Birmingham City. Il est titularisé ce jour-là et les deux équipes font match nul (1-1).

#### FC Crotone
Le 21 septembre 2020, Pedro Pereira fait son retour en Serie A, le défenseur portugais étant prêté avec option d'achat au FC Crotone,.

#### AC Monza
Le 23 juillet 2021, Pedro Pereira est prêté à l'AC Monza pour une saison avec obligation d'achat sous certaines conditions.

#### Alanyaspor
Courtisé par le Côme 1907 lors de l'été 2022 après une saison pleine à l'AC Monza, Pedro Pereira prend finalement le chemin de la Turquie, étant prêté le 18 août 2022 à Alanyaspor pour une saison.

#### Retour à Monza
Pereira fait son retour à Monza à la fin de son prêt à Alanyaspor. Il entre en jeu lors de la première journée de la saison 2023-2024 de Serie A, face à l'Inter Milan (défaite 2-0 de Monza).

### En équipe nationale
Avec les moins de 19 ans, il officie comme capitaine lors d'un match contre la Turquie en mars 2017.
Pereira compte également deux sélections avec les moins de 20 ans, les deux en 2018.
Le 20 novembre 2018, il figure pour la première fois sur le banc des remplaçants de l'équipe espoirs, sans entrer en jeu, lors d'un match contre la Pologne rentrant dans le cadre des éliminatoires de l'Euro espoirs 2019.

## Palmarès
Benfica Lisbonne
- Champion du Portugal en 2016-2017.